# Bon-Encontre
Bon-Encontre è un comune francese di 6 213 abitanti situato nel dipartimento del Lot e Garonna nella regione della Nuova Aquitania.

## Società

### Evoluzione demografica
Abitanti censiti